# USC Trojans
Die USC Trojans sind die Sportabteilung der University of Southern California in Los Angeles, Bundesstaat Kalifornien. Die Mannschaften der Trojans nehmen an den Wettbewerben der National Collegiate Athletic Association (NCAA) teil. Die USC gehört innerhalb der NCAA Division I der Big Ten Conference an. 375 USC-Sportler nahmen zwischen 1904 und 2004 an den Olympischen Spielen teil. Sie gewannen 112 Gold-, 64 Silber- und 58 Bronzemedaillen. Mit den benachbarten UCLA Bruins der University of California, Los Angeles herrscht eine starke Rivalität.

## American Football
Die Football-Mannschaft der Trojans wurde 1888 gegründet und trägt ihre Heimspiele im Los Angeles Memorial Coliseum mit 92.516 Sitzplätzen aus.
Seit 1928 gewann USC nach eigenen Angaben elf nationale Titel, während die Sport-Historiker nur acht gewähren: 1931, 1932, 1962, 1967, 1972, 1974, 1978 und 2004. Die Titel von 1928, 1939 und 2003 sind umstritten. So gab es nach der Saison von 2003 eine geteilte Meisterschaft: Die LSU Tigers mit einer 13:1-Bilanz und Sugar-Bowl-Sieg wurden von der Bowl Championship Series (BCS) und ESPN favorisiert, während die USC Trojans mit 12:1 und Rose-Bowl-Sieg von Associated Press vorne gesehen wurden.
Acht Spieler der USC gewannen bisher die Heisman Trophy, eine von der NCAA an den besten College-Football-Spieler verliehene Auszeichnung: Mike Garrett TB (1965), O. J. Simpson TB (1968), Charles White TB (1979), Marcus Allen TB (1981), Carson Palmer QB (2002), Matt Leinart QB (2004), Reggie Bush TB (2005) und Caleb Williams QB (2022).
Vierzehn Spieler der Trojans sind in der Pro Football Hall of Fame, der Ruhmeshalle des American Football, aufgenommen worden: Frank Gifford HB (1977), Ron Mix OT (1979), Red Badgro E (1981), O. J. Simpson RB (1985), Willie Wood DB (1989), Anthony Muñoz OT (1998), Ronnie Lott DB (2000), Lynn Swann WR (2001), Ron Yary OT (2001), Marcus Allen RB (2003), Bruce Matthews OL (2007), Junior Seau LB (2015), Troy Polamalu S (2020) und Tony Boselli OT (2022).

## Baseball
Die Baseball-Mannschaft, die 1924 ihre erste Saison spielte, gewann zwölf NCAA-Titel der College World Series. Die Symbolfigur des Erfolgs war der Trainer Rod Dedeaux, unter dessen Leitung von 1942 bis 1986 das Team nicht weniger als elf Titel gewann. Bekannteste USC-Spieler sind: Aaron Boone, Bret Boone, Don Buford, Jeff Cirillo, Ron Fairly, Geoff Jenkins, Randy Johnson, Jacque Jones, Steve Kemp, Dave Kingman, Fred Lynn, Mark McGwire, Mark Prior, Tom Seaver, Roy Smalley und Barry Zito. Insgesamt 89 USC-Trojans spielten bisher in der Major League Baseball. Die Baseballer tragen ihre Spiele im 1974 eingeweihten Dedeaux Field mit 2.500 Plätzen aus.

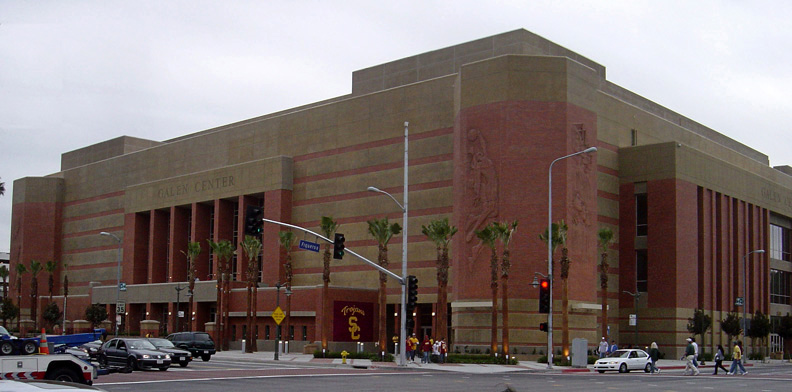
Das Galen Center ist die Spielstätte der Basketball- und Volleyballmannschaften der Männer und Frauen.

## Basketball
Der Basketball hat bei der USC eine lange Tradition. Bereits 1907 spielten die Männer ihre erste Saison und gewannen seitdem sieben Pac-12-Meisterschaften. Die Frauen errangen 1983 ihre erste NCAA Division I Basketball Championship und gehören seitdem zu den besten Mannschaften im College-Basketball. Insgesamt konnten bisher zwei nationale Titel gewonnen werden. Wichtige Women’s-National-Basketball-Association-Spielerinnen waren Cheryl Miller und Cynthia Cooper, die die Trojans später auch coachen sollten, sowie Tina Thompson und Lisa Leslie neben weiteren drei (Stand: 2017). Die derzeitige Heimspielstätte der USC Trojans ist das Galen Center mit 10.258 Sitzplätzen. Der 2006 eingeweihte Bau kostete 147 Mio. US-Dollar.
Die University of Southern California brachte außerdem bisher 40 Spieler der National Basketball Association (NBA) und der American Basketball Association (ABA) hervor. Die bekanntesten sind Paul Westphal, Hall of Famer Alex Hannum und der zweifache Hall of Famer Bill Sharman (als Coach und Spieler) oder in jüngster Zeit DeMar DeRozan und Nikola Vučević.

## Leichtathletik
Die Sektion Leichtathletik der Trojans wurde 1900 gegründet. Die größten Erfolge (12 NCAA-Titel) errangen die Sportler von 1909 bis 1948 unter der Leitung des Trainers Dean Cromwell. Insgesamt gewannen die USC-Athleten 26 olympische Goldmedaillen und erzielten 61 Weltrekorde. Die Abteilung ist im 2001 eröffneten Katherine B. Loker Track & Field Stadium mit 4.500 Plätzen beheimatet.

## Andere Sportarten
Die USC bietet außerdem Volleyball, Wasserball, Golf, Tennis, Schwimmen und Turmspringen für beide Geschlechter an. Damen haben zusätzlich die Auswahl aus Fußball, Rudern, Geländelauf und Beachvolleyball. Ferner gibt es ein außerschulisches Rugby-Union-Team der Herren.

## Erfolge
- NCAA-Meister der Herren (86×): American Football (11×), Baseball (12×), Leichtathletik (26×), Schwimmen (9×), Tennis (16×), Turnen (1×), Volleyball (6×), Wasserball (3×)
- NCAA-Meister der Damen (23×): Basketball (2×), Beachvolleyball (6×), Golf (1×), Leichtathletik (1×), Schwimmen (1×), Tennis (7×), Volleyball (3×), Wasserball (2×)